# Zeitgeschichte (Zeitschrift)
zeitgeschichte ist eine österreichische Zeitschrift mit Beiträgen zur Geschichte Österreichs im 20. Jahrhundert. Die Zeitschrift wurde 1973 von Erika Weinzierl und dem Verleger Hannes Geyer (Geyer Edition) gegründet und enthält Beiträge zur Politik-, Wirtschafts-, Sozial-, Frauen- und Geschlechter- sowie Ideen- und Kulturgeschichte. Zielgruppe von „zeitgeschichte“ sind neben Historikern auch Erwachsenenbildner und Lehrer. 
Bis 2017 erschien die Zeitschrift beim Studienverlag, seit Jahrgang 2018 erscheint sie beim Verlag Vienna University Press (V & R unipress).
Die Zeitschrift erscheint sechs Mal pro Jahr und enthält neben größeren Artikeln Rezensionen aktueller Fachliteratur. An der Redaktion sind Vertreter aller österreichischen Universitätsinstitute und Fachbereiche für Zeitgeschichte in Wien, Innsbruck, Graz, Salzburg, Klagenfurt am Wörthersee und Linz beteiligt. Seit 2005 leitet Oliver Rathkolb als geschäftsführender Herausgeber die Zeitschrift.

## Belege
1. ↑  Zeitschrift 'zeitgeschichte'. In: Studienverlag Website. Abgerufen am 7. April 2020.
2. ↑  zeitgeschichte. In: V & R unipress Website. Abgerufen am 7. April 2020.